# Mayo-Kebbi Est
Mayo-Kebbi Est (Ost-Mayo-Kebbi) ist eine Provinz des Tschad und entspricht dem nordöstlichen Teil der vormaligen Präfektur Mayo-Kebbi. Ihre Hauptstadt ist Bongor. Im Jahr 2009 hatte die Provinz eine Einwohnerzahl von 774.782.

## Geographie
Mayo-Kebbi Est liegt im Südwesten des Landes und grenzt an Kamerun. Benannt ist die Provinz nach dem Fluss Mayo Kebbi. Große Teile der Provinz stehen unter dem Schutz der Ramsar-Konvention, da sie Teil des Schutzgebietes Plaines d’inondation du Logone et les dépressions Toupouri sind.

## Untergliederung
Mayo-Kebbi Est ist in vier Départements unterteilt:
| Département | Hauptort    | Unterpräfekturen                                |
| ----------- | ----------- | ----------------------------------------------- |
| Mayo Boneye | Bongor      | Bongor, Gam, Kim, Koyom, Moulkou, Rigaza, Samga |
| Kabbia      | Gounou Gaya | Gounou Gaya, Berem, Djodo Gassa                 |
| Mayo Lémié  | Guélendeng  | Guélendeng, Katoa, Nanguigoto                   |
| Mont Illi   | Fianga      | Fianga, Hollom Game, Kéra, Tikem, Youé          |

## Bevölkerung
Ethnien in Mayo-Kebbi Est sind die Moussey, Massa, Toupouri, Marba, Kéra, Mousgoum und Kim.

## Wirtschaft
Die Bevölkerung in Mayo-Kebbi Est lebt hauptsächlich von Landwirtschaft und Fischerei.